# Liste der Monuments historiques in Crantenoy
Die Liste der Monuments historiques in Crantenoy führt die Monuments historiques in der französischen Gemeinde Crantenoy auf.

## Liste der Objekte
| Bezeichnung                        | Beschreibung                             | Standort                       | Kennzeichnung | Schutzstatus | Datum | Bild |
| ---------------------------------- | ---------------------------------------- | ------------------------------ | ------------- | ------------ | ----- | ---- |
| Pietà                              | Stein, erste Hälfte des 16. Jahrhunderts | in der Kirche Ste-Menne (Lage) | PM54000479    | Classé       | 1979  |      |
| Gemälde Tod des heiligen Sebastian | Ölfarbe auf Leinwand, 17. Jahrhundert    | in der Kirche Ste-Menne (Lage) | PM54002053    | Inscrit      | 2015  |      |